# Journal of Experimental Botany
Journal of Experimental Botany (JXB) — рецензируемый научный журнал, издаваемый издательством Оксфордского университета от имени Общества экспериментальной биологии. Он охватывает исследования в области биологии растений, уделяя особое внимание молекулярной физиологии, молекулярной генетике и физиологии окружающей среды. Часть его контента доступна по лицензии открытого доступа.
Исследования публикуются в пяти ключевых областях: рост и развитие, клеточная биология, обмен веществ, взаимодействие растений и окружающей среды, а также молекулярная генетика сельскохозяйственных культур.